# Ахъчелебийско-Скеченски революционен район
Ахъчелебийско-Скеченският революционен район от Одринския революционен окръг на Вътрешната македоно-одринска революционна организация обхваща териториите на Ахъчелебийската, Ксантийската (Скеченската) и Даръдеренската кааза на Османската империя.

## История
Първият революционен център в Родопите е Чепеларският пограничен пункт, организиран от Върховния македоно-одрински комитет. Началници на пункта са Вълчо Сарафов (1899 – 1901), Константин Антонов (1901 – май 1902) и Петър Кузманов. Чепеларският пункт получава от Върховния комитет материали за препращане през границата, като за целта са изградени три тайни канала – през Проглед, Широка лъка и Манастир. До пролетта на 1900 година в Чепеларския пункт Върховният комитет складира 400 пушки „Крънка“ и 50 сандъци с патрони. В Баташкия пункт са изпратени 900 пушки и 280 сандъка с патрони. Оръжието и боеприпасите по тайните канали са прехвърлени в Османската империя.
Първият комитет на Вътрешната организация е основан в 1899 година в Райково. Веднага след Райковския в същата година е основан и революционният комитет в Чокманово. Председател на Чокмановския ромитет от 1900 година е Таню Стоев, а секретар Христо Караманджуков и комитетът е с функции на околийски (районен).
Така в 1901 година Вълчо Сарафов поверява ръководството на Ахъчелебийската революционна околия (с псевдоним Абаджиево поле) и с център Чокманово (с псевдоним Орлово) на Таню Стоев (с псевдоним Крум) и назначава Христо Караманджуков (с псевдоним Горчо Смитков) за секретар на околията. Районът обхваща Ахъчелебийско, Даръдеренско и Ксантийско. Докато Стоев и Караманджуков ръководят околията, силно се увеличава броят на революционните комитети и укрепва революционната мрежа. Освен създадените по-рано комитети в Устово, Горно Дерекьой, Карлуково, Райково, Пашмакли, Аламидере, се изграждат и нови, формира се широка куриерска мрежа, събират се средства за закупуване на оръжие. Караманджуков координира организационната дейност и в Ксантийския и Даръдеренския район. Той събира над 1000 турски лири за оръжие, което обаче не се доставя в пълни размери или е негодно.
Караманджуков обръща особено внимание на двете големи ксантийски български села Кръстополе и Габрово и прави три обиколки в Ксантийско. През пролетта на 1901 година прави и специална обиколка за привличане на овчарите на запад и на юг от Булустра, Кушапалъ, Горно и Долно Османлъ, Ферезлер и други.
Районът е оформен административно през април 1902 година на Пловдивския конгрес на Одринския революционен окръг.
По време на Илинденско-Преображенското въстание базите на ВМОРО и ВМОК са общи.